# Gerard Joling
Gerard Jan Joling  (Alkmaar, 29 de abril de 1960) é um cantor e apresentador de televisão neerlandês.

## Carreira
Conhecido por sua voz de tenor alto, ele chegou à fama no final dos anos 80 e lançou uma série de singles de sucesso. Ele também obteve sucesso na Ásia e recebeu mais de 20 discos de platina e ouro.
Em 1985 obteve grande sucesso com os temas "Ticket to the Tropics" e  "Love is in your Eyes", ambos da autoria de Peter de Wijn. Grava "Everybody Needs A Little Rain" com a cantora Randy Crawford.
Em 1988 participou, como representante dos Países Baixos no Festival Eurovisão da Canção, interpretando a canção "Shangri-La".
O seu maior hit foi "No more bolero's" que alcançou o top 10 em vários países da Europa. Foi gravado em Portugal por Clemente (Bolero) e no Brasil por Sula Mazurenga ("Pássaro Livre", 1989) e por As Marcianas (Nosso Bolero). Foi gravado por outros nomes como Karel Gott, Demis Roussos, Semino Rossi, Oliver Thomas e George Meiring.
Joling & Gordon Over de Vloer é um programa de televisão que Gerard Joling apresentou em 2005 juntamente com o cantor Gordon. Existem 3 temporadas da série, que mostram a dupla durante o trabalho e se divertindo.
Em 2007, ele foi o anfitrião de Sterren dansen op het ijs e So You Wanna Be a Popstar para o canal de televisão SBS 6. Em 2007 foi também o ano em que Joling teve dois hits números 1, um álbum número 1 e 11 prêmios de ouro e platina.
Em 2008 tornou-se capitão da equipe na TV neerlandesa no programa Wie ben ik? ("Quem sou eu?"), onde cada capitão da equipe, juntamente com  dois convidados, devem adivinhar quem são eles, com base em sugestões e perguntas que eles podem fazer. A outra capitã da equipe é Patty Brard.
Joling seria representante dos Países Baixos no Festival Eurovisão da Canção 2009 em Moscou, como membro do grupo neerlandês De Toppers, no entanto no outono de 2008 ele se acidentou e fraturou um braço em um acidente de esqui. Gerard foi substituído no Toppers por Jeroen van der Boom. Em dezembro de 2009, o gerente do grupo De Toppers, Benno de Leeuw anunciou ao jornal holandês De Telegraaf que Gerard Joling e Gordon se uniriam ao grupo, transformando o trio em um quarteto mais uma vez.

## Discografia

### Álbuns
- 1985
- "Love is in your eyes" (WEA/Warner music Holland) Premiado com Disco de Ouro e Platina.
- 1986 "Sea of love" (WEA/Warner music Holland)
- 1987 "Heart To Heart" (Mercury records Holland)
- 1988 "The best of Gerard Joling" (Arcade records Holland)
- 1989 "No more bolero's" (Mercury Holland)Premiado com Disco de Ouro e 2 x Platina.
- 1990 "Corazon" (Mercury Holland) Premiado com Disco de Ouro
- 1991 "The very best of Gerard Joling"
- 1991 "Memory Lane" (Mercury Holland) Premiado com Disco de Ouro
- 1992 "Eye To Eye" (Mercury Holland)
- 1994 "Eternal Love" (Bunny Music)
- 1995 "The Collection 1985-1995" (Mercury Holland)
- 1995 "Heel even anders" (Bunny Music)
- 1996 "A Magic Christmas" (Bunny Music)
- 1997 "Nightlife" (Bunny Music)
- 2001 "Only the strong survive"
- 2004 "Nostalgia"
- 2007 "Maak me gek" (NRGY music) Premiado com Disco de Ouro
- 2008 "Bloedheet" (NRGY music) Premiado com Disco de Ouro
- 2010 "Goud" (NRGY music) Premiado com Disco de Ouro
- 2007 "Gewoon Gerard" (NRGY music) Premiado com Disco de Ouro

### Singles
- 1985 "Love is in your eyes" (WEA/Warner music Holland)
- 1986 "Ticket to the tropics" (WEA/Warner music Holland) Premiado com Disco de Ouro e Platina (Hit #1 na Holanda)
- 1986 "Everybody needs a little rain (Dueto com Randy Crawford" (WEA/Warner music Holland)
- 1986 "Reach" (WEA/Warner music Holland)
- 1986 "Spanish heart" (WEA/Warner music Holland)
- 1987 "Midnight to midnight" (Philips Holland)
- 1987 "Chain of love" (Mercury records)
- 1987 "In this world" (Mercury records)
- 1987 "Chain of love" (Mercury records)
- 1988 "Read my lips" (Mercury records)
- 1988 "Shangri-La" (Mercury records)(Festival Eurovisão da Canção)
- 1989 "No more bolero's" (Mercury records)
- 1989 "Stay in my life" (Mercury records)
- 1990 "Corazon" (Mercury records)
- 1990 "Seasons (Duet Julian Hartman)" (Mercury records)
- 1990 "The drum are everywhere" (Mercury records)
- 1991 "Tu solo tu" (Mercury records)
- 1991 "Doo-Wop days" (Mercury records)
- 1991 "Come back my love" (Mercury records)
- 1991 "A christmas prayer (feat: The Jordinaires" (Mercury records)
- 1991 "Fandango in the name of love" (Mercury records)
- 1992 "Can't take my eyes off you (Duet Tatjana)" (Mercury records)
- 1992 "The last goodbeye" (Mercury records)
- 1993 "Chain of love" (Mercury records)
- 1993 "Under the rose" (Mercury records)
- 1994 "Liefde op het eerste gezicht" (Mercury records)
- 1994 "Together again" (Bunny music)
- 1994 "Everlasting love" (Bunny music)
- 1994 "When i need you" (Bunny music)
- 1995 "Zing met me mee" (Bunny music)
- 1995 "Doe 't licht uit" (Bunny music)
- 1995 "Heel even" (Duet Shirley Zwerus) (Bunny music)
- 1995 "Wat ging er mis tussen ons" (Bunny music)
- 1996 "Please come home for christmas" (Bunny music)
- 1997 "Without your love" (Bunny music)
- 1997 "Broadway nights" (Bunny music)
- 1997 "Without your love" (Bunny music)
- 1997 "Cry baby" (Bunny music)
- 1999 "Als ik met je vrij" (Bunny music)
- 2000 "Numero uno"
- 2001 "Disco inferno" (Feat: The Tramps)
- 2001 "Never gonna be the same"
- 2001 "Numero uno"
- 2002 "At your service (feat Jan Rietman)"
- 2002 "Op zoek naar de waarheid"
- 2003 "The lion sleeps tonight"
- 2004 "Don't leave me this way"
- 2004 "Live at the arena medley" (Dueto com Gordon e Rene Froger) (EMI Music)
- 2004 "Love can change your life" (Dueto com Karin Bloemen)
- 2005 "Over de top" (Dueto com Gordon e Rene Froger) (EMI Music)
- 2005 "Toppers party (Dueto com Gordon e Rene Froger) (EMI Music)
- 2005 "Somewhere over the rainbow"
- 2006 "Als je alles hebt gehad" (Dueto com  Gordon)
- 2004 "Live at the arena medley" (Dueto com Gordon e Rene Froger) (EMI Music)
- 2006 "Wir sind die Holländer" (Dueto com Gordon e Rene Froger, como De Toppers) (EMI Music)
- 2007 "Maak me gek" (NRGY Music) (Hit #1 na Holanda).
- 2007 "Blijf bij mij" (Duet André Hazes) (EMI Music)
- 2007 "Can you feel it" (Dueto com Gordon e Rene Froger, como De Toppers) (EMI Music)
- 2007 "Maar vanavond" (NRGY Music)
- 2008 "Het is nog niet voorbij" (NRGY Music)
- 2008 "Ik hou d'r zo van" (NRGY Music)
- 2008 "Ik kan niet wachten & het Geheim" (Dueto com Diego Piet) (NRGY Music)
- 2008 "Laat me alleen" (dueto com Rita Hovink)(NRGY Music)
- 2008 "24 uur verliefd" (NRGY Music)
- 2010 "Engel van mijn hart" (NRGY Music)
- 2010 "Ik leef mijn droom (NRGY Music)
- 2010 "Alweer een goal" (NRGY Music)
- 2007 "Morgen wordt alles amders" (dueto com Bonnie St.Claire (NRGY Music)